# Olofska ätten

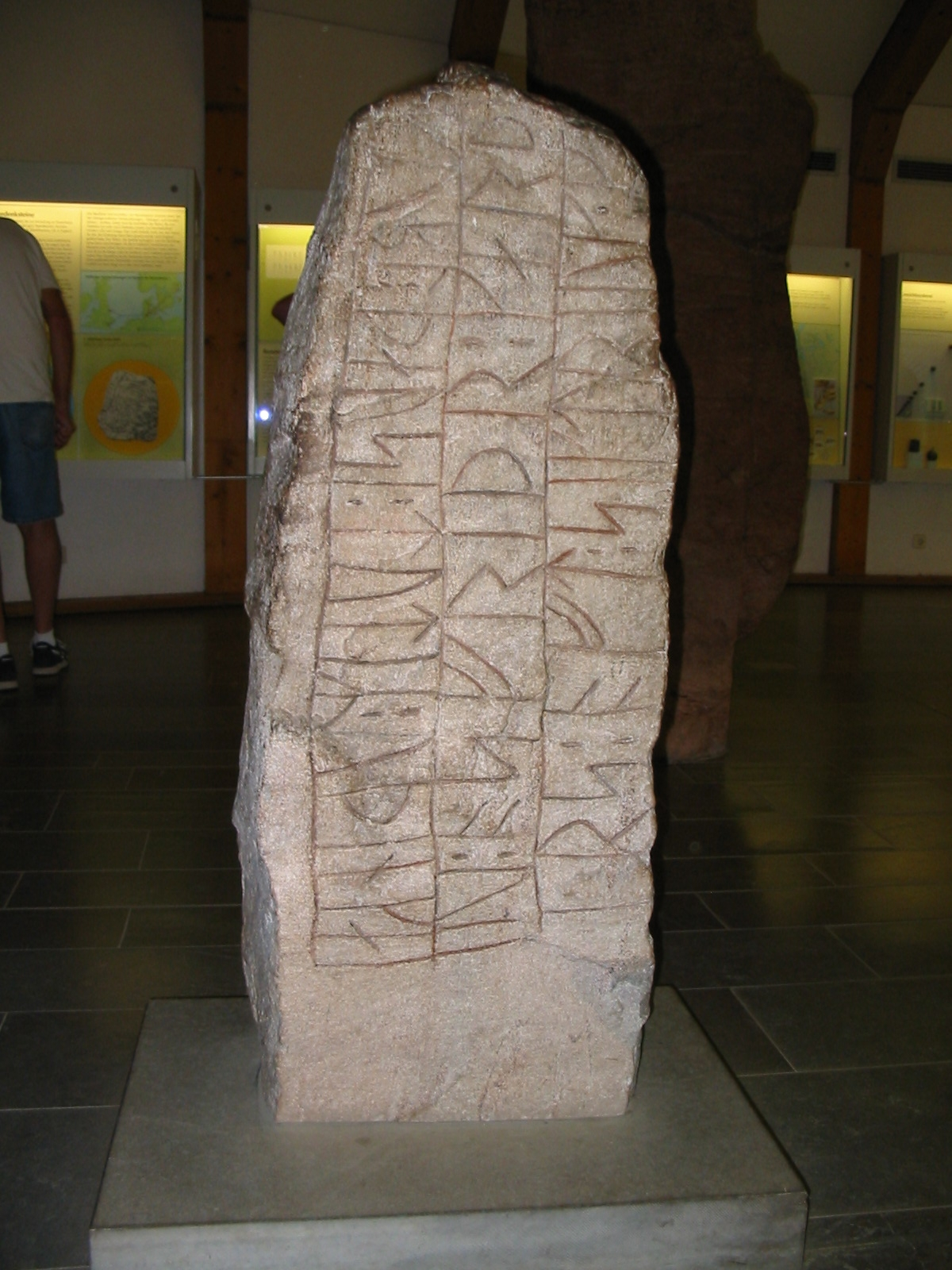
Runstenen DR 4, rest efter Sigtrygg av hans mor.

Olofska ätten var en svensk-dansk ätt och kungadynasti vars medlemmar regerade över Danmark under sena 800-talet till tidiga 900-talet.

## Kungar av Danmark
- Olof den bryske, svensk hövding som erövrade och blev kung av Danmark
- Gyrd och Gnupa
- Sigtrygg Gnupasson